# Comuna Florești, Mehedinți
Florești este o comună în județul Mehedinți, Oltenia, România, formată din satele Copăcioasa, Florești (reședința), Gârdoaia, Livezi, Moșneni, Peșteana, Peștenuța, Stroești și Zegujani.

## Demografie
Componența etnică a comunei Florești
     Români (92,99%)
     Alte etnii (0%)
     Necunoscută (7,01%)
Componența confesională a comunei Florești
     Ortodocși (91,82%)
     Alte religii (0,69%)
     Necunoscută (7,49%)
Conform recensământului efectuat în 2021, populația comunei Florești se ridică la 2.311 locuitori, în scădere față de recensământul anterior din 2011, când fuseseră înregistrați 2.603 locuitori. Majoritatea locuitorilor sunt români (92,99%), iar pentru 7,01% nu se cunoaște apartenența etnică. Din punct de vedere confesional, majoritatea locuitorilor sunt ortodocși (91,82%), iar pentru 7,49% nu se cunoaște apartenența confesională.

## Politică și administrație
Comuna Florești este administrată de un primar și un consiliu local compus din 11 consilieri. Primarul, Radu Pasăre[*], de la Partidul Social Democrat, este în funcție din 2008. Începând cu alegerile locale din 2024, consiliul local are următoarea componență pe partide politice:
|  | Partid                          | Consilieri | Componența Consiliului | Componența Consiliului | Componența Consiliului | Componența Consiliului | Componența Consiliului | Componența Consiliului | Componența Consiliului | Componența Consiliului | Componența Consiliului |
|  | ------------------------------- | ---------- | ---------------------- | ---------------------- | ---------------------- | ---------------------- | ---------------------- | ---------------------- | ---------------------- | ---------------------- | ---------------------- |
|  | Partidul Social Democrat        | 9          |                        |                        |                        |                        |                        |                        |                        |                        |                        |
|  | Partidul Național Liberal       | 1          |                        |                        |                        |                        |                        |                        |                        |                        |                        |
|  | Alianța pentru Unirea Românilor | 1          |                        |                        |                        |                        |                        |                        |                        |                        |                        |

## Vezi și
- Biserica „Sf. Nicolae” din Zegujani